# Mielichhoferia grammocarpa
Mielichhoferia grammocarpa är en bladmossart som beskrevs av C. Müller 1898. Mielichhoferia grammocarpa ingår i släktet kismossor, och familjen Bryaceae. Inga underarter finns listade i Catalogue of Life.